# Seaton Valley
Seaton Valley est une paroisse civile du Northumberland, en Angleterre. La population de la paroisse civile au recensement de 2011 était de 15 422 habitants.